# Pericoma bosnica
Pericoma bosnica és una espècie de dípter pertanyent a la família dels psicòdids present als territoris de l'antiga República Federal Socialista de Iugoslàvia, Bulgària i Turquia.